# جون تايلور (لاعب اتحاد الرغبي أسترالي)
جون تايلور (بالإنجليزية: John Taylor)‏ هو لاعب اتحاد الرغبي أسترالي، ولد في 21 مايو 1949 في ولونغونغ في أستراليا.